# 旭伸航空

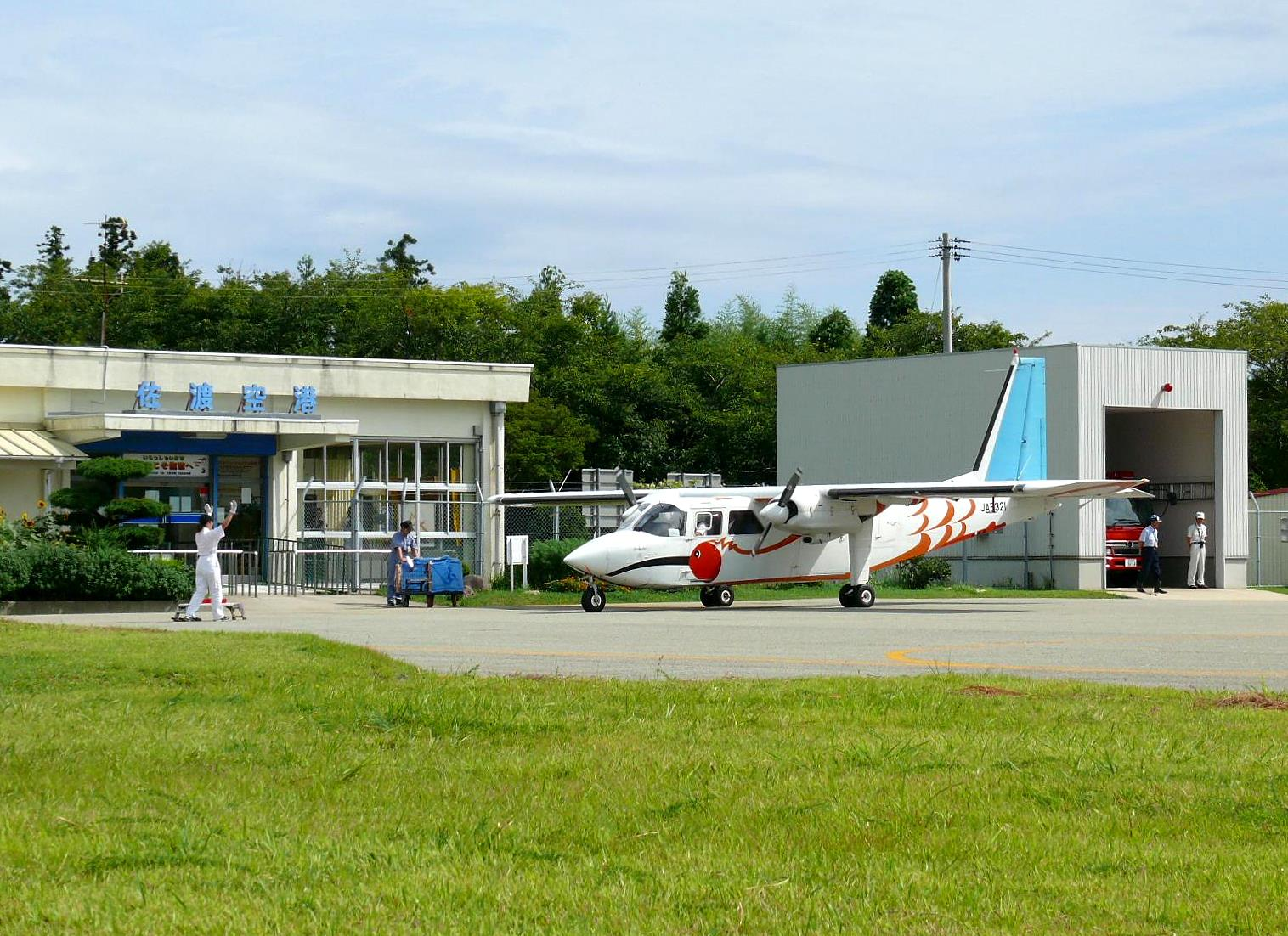
Britten Norman Islander

旭伸航空（日语：旭伸航空）是一家日本服务佐渡市和新潟县访客和居民的区域航空公司，旭伸航空提供佐渡市和新潟机场的通勤服务，旭伸航空营运中使用的是Britten-Norman BN2 Islander飞机。
由于财政困难，旭伸航空在2008年10月1日起停止运营。